# The Moment (album của Kenny G)
The Moment là album phòng thu thứ bảy của nghệ sĩ saxophone người Mỹ Kenny G, phát hành tháng 10 năm 1996 bởi hãng Arista Records. Album đã đạt vị trí quán quân trên bảng xếp hạng Top Contemporary Jazz Albums chart, #2 trên Billboard 200 của Billboard.

## Danh sách bài hát
1. "The Moment" (Kenny G) – 6:02
2. "Passages" (Kenny G) – 5:57
3. "Havana" (Kenny G/Walter Afanasieff) – 7:22
4. "Always" (Kenny G) – 5:35
5. "That Somebody Was You" (hát chính: Toni Braxton) (Babyface/Kenny G) – 5:02
6. "The Champion's Theme" (Kenny G/Walter Afanasieff) – 4:21
7. "Eastside Jam" (Kenny G) – 5:09
8. "Moonlight" (Kenny G/Walter Afanasieff) – 5:59
9. "Gettin' on the Step" (Kenny G/Walter Afanasieff) – 4:17
10. "Everytime I Close My Eyes" (lead vocal: Babyface) (Babyface) – 4:58
11. "Northern Lights" (Kenny G/Walter Afanasieff) – 5:01
12. "Innocence" (Kenny G/Walter Afanasieff) - 3:58

## Xếp hạng
| Bảng xếp hạng (1996/1997)                   | Vị trí cao nhất |
| ------------------------------------------- | --------------- |
| Canadian Albums Chart                       | 16              |
| U.S. Billboard 200                          | 2               |
| U.S. Billboard Top Contemporary Jazz Albums | 1               |
| U.S. Billboard R&B Albums                   | 9               |

## Đĩa đơn
Nguồn.
| Năm  | Tên nhạc phẩm | Vị trí xếp hạng    | Vị trí xếp hạng                  | Vị trí xếp hạng | Vị trí xếp hạng     |
| Năm  | Tên nhạc phẩm | Adult Contemporary | Hot R&B/Hip-Hop Singles & Tracks | Hot 100         | Hot Dance Club Play |
| ---- | ------------- | ------------------ | -------------------------------- | --------------- | ------------------- |
| 1996 | "The Moment"  | 16                 | 62                               | 63              |                     |
| 1997 | "Havana"      |                    |                                  | 66              | 1                   |